# 南ルコニア礁

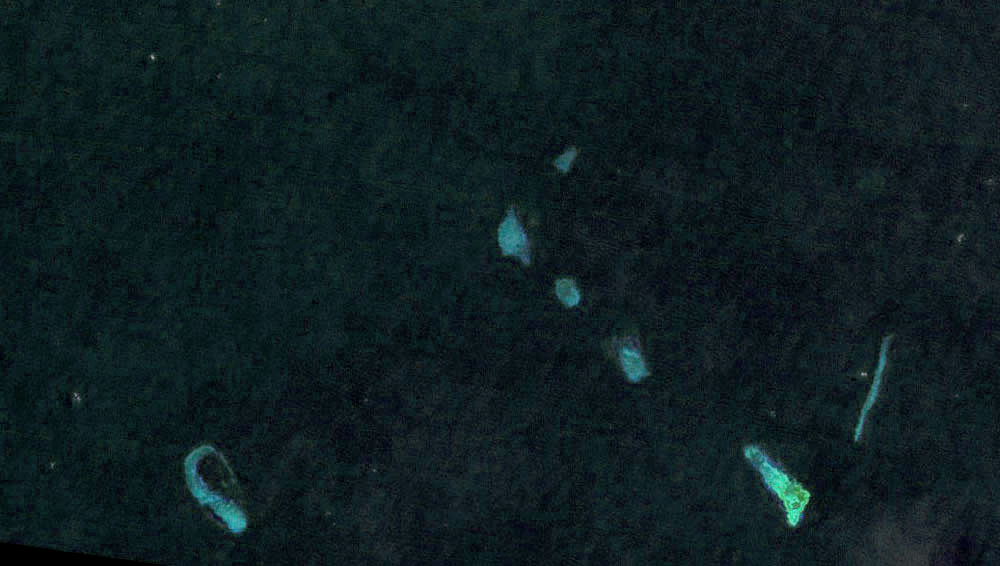
ランドサット7号が撮影した南ルコニア礁

南ルコニア礁（みなみルコニアしょう、英語: South Luconia Shoals、マレー語: Gugusan Beting Patinggi Ali、中国語: 巴丁宜阿里浅滩/南康暗沙）は、ボルネオ島の北方にある岩礁群である。北ルコニア礁とともにルコニア礁を形成する。南シナ海南部に位置し、南沙諸島に含められることもある。
北ルコニア礁の南12海里に位置する。東西約30海里、幅約15海里にわたって岩礁が卵形に分布しており、区域の面積は約900km2。名前の付けられた地形は6つあるが、干出するのはLuconia Breakersのみであり、他の地形は最浅で水深4.6-8.2mである。
マレーシアの排他的経済水域（EEZ）内にあり、岩礁全体をマレーシアが実効支配している。
中国が2013年10月に南ルコニア礁周辺へ艦船を派遣したほか、2014年9月頃から中国海警局の船舶の侵犯が増加し、マレーシア側の無線による立ち退き要請に対しても反応がないことから、マレーシア海軍は2015年6月3日にこの岩礁付近に艦船を派遣している。
南ルコニア礁の南にはセントラル・ルコニア・ガス田があり、採掘された天然ガスはパイプラインでサラワク州ビンツルに送られ、液化天然ガス（LNG）として日本にも輸出されている。

## 南ルコニア礁を構成する地形
- 英語: Stigant Reef、マレー語: Terumbu Sahap、中国語: 海安礁
- 英語: Connell Reef、マレー語: Terumbu Dato Talip、中国語: 隐波暗沙
- 英語: Herald Reef、マレー語: Terumbu Saji、中国語: 海宁礁
- 英語: Comus Shoal、マレー語: Beting Merpati、中国語: 欢乐暗沙
- 英語: Richmond Reef、マレー語: Terumbu Balingi、中国語: 潭门礁
- 英語: Luconia Breakers、マレー語: Hampasan Bentin、中国語: 琼台礁[1]